# Cataglyphis urens
Cataglyphis urens är en myrart som beskrevs av Cedric A. Collingwood 1985. Cataglyphis urens ingår i släktet Cataglyphis och familjen myror. Inga underarter finns listade.